# Alfred de Rothschild
Alfred Charles de Rothschild, né le 20 juillet 1842 à Londres (Angleterre) et mort le 31 janvier 1918 dans la même ville est un financier et mécène anglais, issu de l’illustre famille Rothschild. Second fils de Lionel de Rothschild et de Charlotte von Rothschild, il intègre les cercles bancaires les plus influents de son temps, occupant notamment les fonctions de directeur de la Banque d’Angleterre de 1868 à 1889.

## Biographie
Durant sa jeunesse, Alfred est élève à la King's College School de Wimbledon, établissement réputé pour son enseignement rigoureux. Par la suite, il intègre le Trinity College de l’université de Cambridge, où il s’adonne à l’étude des mathématiques durant deux trimestres. C’est au sein de cette vénérable institution qu’il lie une relation amicale durable avec le prince de Galles, futur souverain sous le nom d’Édouard VII. Toutefois, Alfred quitte Cambridge avant l’obtention de son diplôme.

### Carrière bancaire
À l’âge de vingt-et-un ans, Alfred intègre la banque N.M. Rothschild, établie à New Court, à Londres. C’est au sein de cette institution qu’il acquiert les principes de la haute banque sous la guidance paternelle, tout en tissant un réseau d’influences au sein des milieux financiers européens. 
En 1868, Alfred accède, à l’âge de vingt-six ans, à la direction de la Banque d’Angleterre, fonction qu’il exerce durant deux décennies, jusqu’en 1889. Trois années plus tard, en 1892, il est délégué par le gouvernement britannique pour représenter les intérêts de la Couronne lors de la Conférence monétaire internationale tenue à Bruxelles.

Sa carrière à la Banque d’Angleterre est relatée dans l’ouvrage The Rothschilds: A Family of Fortune (1973) de l’historienne Virginia Cowles :
Alfred n'était pas seulement un associé de New Court mais aussi un directeur de la Banque d'Angleterre, un poste qui lui avait été attribué en 1868 parce que le gouverneur estimait que ce ne serait pas une mauvaise chose de rester en contact étroit avec les Rothschild. La relation prit fin brutalement en 1889, à cause d'une situation quelque peu peu orthodoxe. Alfred avait payé un prix très élevé pour un tableau français du XVIIIe siècle après avoir été assuré par le marchand qu'il avait lui aussi été contraint de payer une somme excessive pour celui-ci et qu'il ne réalisait qu'un bénéfice marginal. Un jour ou deux plus tard, Alfred découvrit que le concessionnaire avait un compte à la Banque d'Angleterre. Il ne put résister à l'envie de jeter un œil pour voir ce que l'homme avait réellement donné pour le tableau. Il fut outré lorsqu'il découvrit qu'on lui avait facturé un prix « hors de toute proportion avec la décence ! » Il répandit l'histoire à Londres et, sans surprise, fut renvoyé de Threadneedle Street. 
Il fut le premier israélite à accéder au directorat de la Banque d’Angleterre. Après sa cessation de fonctions, aucun coreligionnaire ne lui succéda à la tête de cette institution durant plus d’un demi-siècle.
À la disparition de son père en 1879, Alfred devient l’héritier d’un domaine de 570 hectares, sis principalement autour de Halton, dans le Buckinghamshire. Ne possédant point de résidence champêtre et le domaine de Halton en étant dépourvu, Alfred entreprend d’ériger une demeure inspirée des châteaux français. Les travaux, initiés vers 1880, s’achèvent en juillet 1883 avec l’édification de Halton House. Alfred conserve toutefois son logis londonien à Seamore Place, n’utilisant Halton House que pour des réceptions mondaines. En 1889, il est désigné premier haut-shérif du comté de Londres.
Alfred contribue aux affaires diplomatiques britanniques en sa qualité de délégué du Royaume-Uni lors d’une conférence internationale sur le bimétallisme en 1892. Par la suite, il œuvre à faciliter des conciliabules informels entre ministres et interlocuteurs à l’ambassade d’Allemagne, dans le dessein d’un rapprochement anglo-allemand. Antérieurement à la Première Guerre mondiale, il occupe les fonctions de consul général d’Autriche-Hongrie à Londres. 

## Honneurs
Le baron de Rothschild est élevé à la dignité de Commandeur de l’ordre royal de Victoria (CVO) par le roi Édouard VII lors d’une cérémonie solennelle au palais de Buckingham en 1902. Il se voit également conférer les insignes de la Légion d’honneur par le gouvernement français, ainsi que ceux de l’ordre de la Couronne de première classe décerné par le royaume de Prusse. En outre, il fut honoré de la grand-croix de l’ordre de François-Joseph par l’Empire austro-hongrois. 

## Philanthropie
Mécène éclairé, il alloue des libéralités à la National Gallery de Londres afin de soutenir l'enrichissement de ses collections. Il siège au sein de l’administration de cette institution muséale, ainsi qu’à celle de la Wallace Collection, en qualité d’administrateur. 

## Vie privée
Alfred de Rothschild entretient vraisemblablement une relation prolongée avec Marie Boyer, dite « Mina » Wombwell, dont serait issu un enfant naturel. Bien que l’acte de naissance désigne « Frederick C. Wombwell » comme père, Alfred assume constamment le rôle de tuteur à l’égard de la fille, prénommée Almina — nom dont l’étymologie semble combiner « Al » (pour Alfred) et « Mina ». Toutefois, certaines conjectures historiques laissent supposer qu’Alfred de Rothschild aurait été principalement homosexuel, ce qui amène à envisager que sa paternité putative ait pu servir à dissimuler ses inclinations sexuelles, conformément aux conventions sociales de l’époque victorienne.
En 1895, à l’âge de dix-neuf ans, Almina se marie avec le cinquième comte de Carnarvon, accédant ainsi au titre de comtesse de Carnarvon. Alfred, son père, consent à cette union en octroyant une dot considérable de 500 000 livres sterling, laquelle permet à son époux, alors en proie à des difficultés pécuniaires, de restaurer le domaine familial, le château de Highclere, et d’éteindre ses dettes. Des subsides additionnels sont ultérieurement alloués, et, à son décès, Alfred lui lègue une part majeure de sa fortune. C’est au moyen de la fortune d’Almina que sont financées les expéditions archéologiques de son époux en Égypte, lesquelles aboutissent, en 1922, à la mise au jour de la sépulture de Toutânkhamon. 
Il meurt au 1 Seamore Place, à Mayfair, des suites d’une maladie brève, le 31 janvier 1918, à l’âge de 75 ans. Ses obsèques ont lieu au cimetière israélite de Willesden, situé dans la périphérie  deseptentrionale de Londres. Selon les dispositions testamentaires, sa fortune est évaluée à 1 500 000 £ (équivalant à 92,3 millions livres sterling de 2023).  